# King Size
King Size è un album discografico in studio dell'artista blues B.B. King, pubblicato nel 1977.

## Tracce
1. Don't You Lie to Me (Hudson Whittaker)
2. I Wonder Why
3. I Just Wanna Make Love to You (Willie Dixon)
4. Your Lovin' Turned Me On
5. Slow and Easy
6. Got My Mojo Working (Preston Foster)
7. Walking in the Sun
8. Mother Fuyer
9. The Same Love That Made Me Laugh (Bill Withers)
10. It's Just a Matter of Time (Brook Benton, Belford Hendricks, Clyde Otis)